# Marcel Pilet-Golaz
Pour les articles homonymes, voir Pilet.
Marcel Pilet-Golaz, né le 31 décembre 1889 à Cossonay et mort le 11 avril 1958 à Paris, est une personnalité politique suisse, membre du Parti radical-démocratique (PRD).
Il devient président de la Confédération, et son discours ambigu du 25 juin 1940 est très mal perçu en Suisse, évoquant une réforme autoritaire de la démocratie.

## Biographie

### Origines et famille
Marcel Édouard Ernest Pilet naît le 31 décembre 1889 à Cossonay, dans le canton de Vaud. Il est originaire d'une vieille famille de notaires, pasteurs et magistrats bourgeois de Château-d'Œx, dans le même canton,.
Son père, Édouard Pilet, est un juriste et agent d'affaires, président du Conseil communal (législatif) de Lausanne en 1910 et député au Grand Conseil du canton de Vaud. Sa mère est née Ella Schenk,.
Marcel Pilet épouse en 1915 Mathilde Golaz (1887-1980), fille du conseiller d'État et conseiller aux États Donat Golaz,.

### Études, armée et parcours professionnel
Après des études secondaires en langues classiques et une maturité gymnasiale en sciences naturelles, il fait des études de droit à l'Université de Lausanne. Il y est membre de la Société de Belles-Lettres et en préside la section lausannoise à deux reprises. Il complète sa formation aux universités de Leipzig et de Paris et obtient un doctorat en droit en 1912. Sa thèse porte sur le droit de superficie dans le code civil.
Il obtient par la suite un brevet d'avocat. 
Il est major à l'armée dans un bataillon de fusiliers.

### Parcours politique
Membre du parti radical, il est député au Grand Conseil du canton de Vaud entre 1921 et 1928, puis conseiller national entre 1925 et 1928 où il s'oppose notamment au droit de grève des fonctionnaires en 1926[réf. nécessaire].
Il est élu au Conseil fédéral le 13 décembre 1928 (51e conseiller fédéral de l'histoire) et réélu à quatre reprises (17 décembre 1931, 11 décembre 1935, 13 décembre 1939 et 15 décembre 1943). Il dirige d'abord le département de l'intérieur, puis prend la tête du département des postes et des chemins de fer le 1er janvier 1930. Le 23 février 1940, à la suite du décès de Giuseppe Motta, il devient directeur du département politique (département des affaires étrangères) qu'il garde, à l'exception d'un rapide retour au Département des postes et des chemins de fer à la fin de 1940, jusqu'à son départ en 1944. Il est président de la Confédération en 1934 et en 1940 (élections le 6 décembre 1933 et le 6 décembre 1939)[réf. nécessaire].
En tant que président de la Confédération, il donne un discours à la nation, alors en pleine crise de confiance à la suite de la capitulation française, le 25 juin 1940, afin de rassurer la population. Ce discours, approuvé par l'ensemble du Conseil fédéral, est ambigu car il parle d'une réforme autoritaire de la démocratie et est très mal perçu par la population. Outre l'admission tacite que la guerre est alors terminée, ce discours ne parle pas du rôle de l'armée et ne contient pas les termes de démocratie ou de neutralité. L'ambiguïté augmente encore lorsqu'en septembre il reçoit des membres du Mouvement national suisse (pro-hitlérien).
Néanmoins, il applique la politique officielle de neutralité et d'indépendance. En tant que chef de la politique extérieure, Pilet-Golaz doit trouver un équilibre entre les exigences allemandes, les demandes des Alliés et la volonté de rester indépendante de la Suisse. La voie qu’il choisit alors, établissant un relativement bon rapport avec le Troisième Reich, fut très contestée, aussi bien pendant qu’après la guerre. Il crée alors le concept de « neutralité active » qui sera repris dans d'autres circonstances aux débuts du XXIe siècle.
Sa tentative d’entrer en contact secret avec l’Union soviétique que le gouvernement n'a jamais officiellement reconnue en 1944 est sèchement refusée par celle-ci qui accuse publiquement le gouvernement suisse de mener une « politique pro-fasciste ». La presse et l'opinion publique rendent Pilet-Golaz responsable de cette politique et le poussent à la démission, ce qu'il fait le 7 novembre 1944. Il se retire alors dans son domaine d'Essertines-sur-Rolle, sans jamais s'expliquer sur son action politique.